# Rehna
Rehna (phát âm tiếng Đức: [ˈʁeːna]) là một thị trấn thuộc huyện Nordwestmecklenburg, bang Mecklenburg-Vorpommern, Đức.